# Richard Walser
Richard Walser (* 22. Februar 1897 in Innerbraz; † 14. Mai 1945 in Dalaas) war ein österreichischer Politiker (CSP), Landwirt und Gendarm. Er war von 1934 bis 1938 Abgeordneter zum Vorarlberger Landtag. 

## Ausbildung und Beruf
Walser absolvierte seine Pflichtschulausbildung an der Volksschule seines Geburtsortes Innerbraz und war daraufhin im Alter von 12 Jahren 1909 als Hirte im Schwabenland tätig. Er arbeitete ab 1914 auf einem großen landwirtschaftlichen Herrschaftsgut in Niederösterreich und leistete danach während des Ersten Weltkriegs zwischen den Jahren 1915 und 1918 Kriegsdienst an der Front in Südtirol. Nach seiner Rückkehr aus dem Krieg besuchte Walser 1918 die Gendarmerieschule in Bregenz und wurde nach deren Abschluss als Gendarm in Hörbranz und Bregenz eingesetzt. Er wurde in der Folge Rayoninspektor in Bregenz und ab 1927 als Detektiv der Staatsanwaltschaft zugeteilt. 1930 erfolgte seine Versetzung nach Bludenz, wobei er 1933 krankheitshalber in den Ruhestand versetzt werden musste. Er übernahm in der Folge die elterliche Landwirtschaft und führte diese als Landwirt.

## Politik und Funktionen
Walser war Mitglied der Christlichsozialen Partei und engagierte sich als Mitglied des Braunviehzuchtverbandes, wo er auch die Funktion eines Preisrichters übernahm und dem Verband zeitweise als Obmann vorstand. Er wurde in der Folge auch Mitglied der Vaterländischen Front und war zudem als Mitglied der Heimatwehr in deren Ortsgruppe Braz aktiv, wo er 1933 die Funktion des Heimatwehrkommandanten übernahm. Des Weiteren war Walser Mitglied der Vorarlberger Bauernbundes (Innerländer Bauernbund). Er wirkte lokalpolitisch von 1935 bis 1936 als Mitglied des Gemeinderates von Innerbraz und hatte danach von 1936 bis 1938 die Funktion des Bürgermeisters der Gemeinde inne. Auch nach dem Zweiten Weltkrieg war er 1945 Bürgermeister von Innerbraz.  1936 wurde er als Standesvertreter des Berufsstandes Land- und Forstwirtschaft vom Vorarlberger Landeshauptmann zum Mitglied des Ständischen Landtags berufen und gehörte in der Folge während der Zeit des Ständestaates bzw. des Austrofaschismus vom 10. Juli 1936 bis zum Anschluss Österreichs am 12. März 1938 dem Landtag an. Er war dabei dem ausgeschiedenen Abgeordneten Josef Vonbank nachgefolgt und im Sitzungsjahr 1936 Mitglied im Landwirtschaftlichen Ausschuss.

## Privates
Walser wurde als Sohn des Landwirts Johann Josef Walser (1855–1933) und Josefa Burtscher (1857–1921) geboren. Beide seiner Eltern erblickten in Dalaas das Licht der Welt. Richard Walser heiratete am 13. Februar 1928 in Absam die in Göfis geborene Maria Paulina Meier und wurde in der Folge zwischen 1929 und 1945 Vater von sieben Kindern.

## Auszeichnungen
- Kleine Silberne Tapferkeitsmedaille (Erster Weltkrieg)